# 増田川 (宮城県)
増田川（ますだがわ）は、日本の宮城県名取市を流れる川である。太平洋の潟湖である広浦に注ぎ、一級水系名取川水系に属する一級河川。古くは流れる場所の地名に従って、上流で樽水沢、上町川、青熊川、逢隈川、川上川、下流では広浦川と様々に呼ばれた。

## 流路

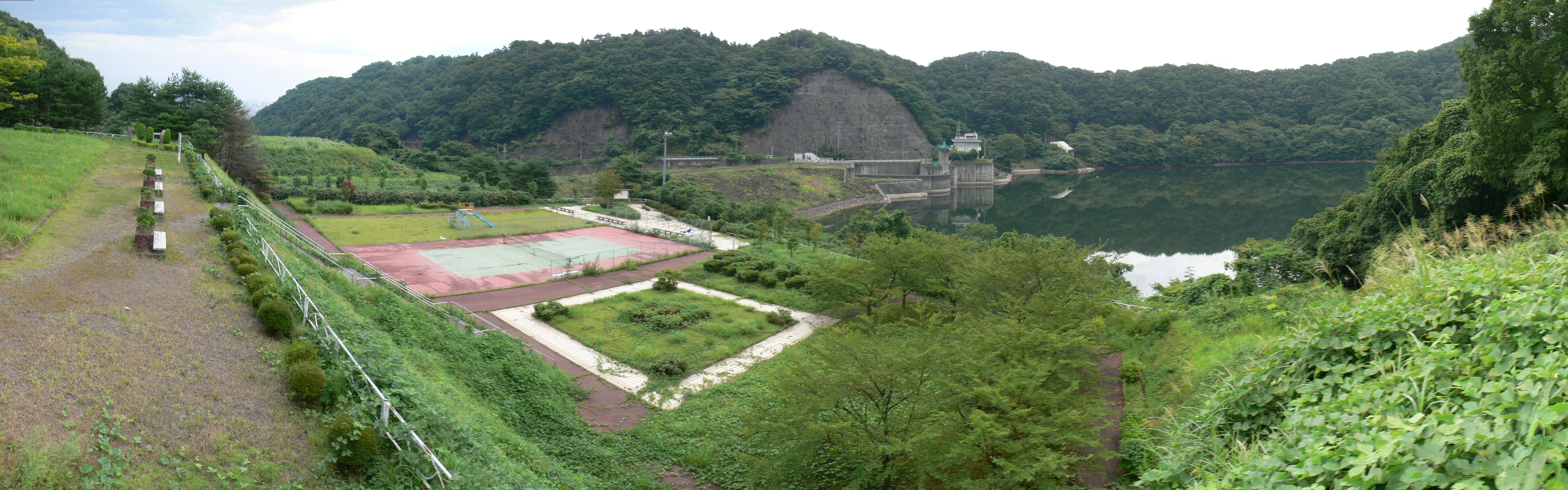
樽水ダム

名取市の西境近くから東境近くまでを横切る小河川である。名取市内の愛島丘陵の外山から流れ出て、丘陵内を東に向かって流れ、樽水ダムのダム湖を経由する。そこからいったん北に曲がってからまた東に向き直り、名取市高舘川上で仙台平野に出る。
東南に流れて名取市街の中心を通り抜け、国道4号仙台バイパスと交差する地点から、西南西に水田地帯を流れる。この区間では仙台空港鉄道仙台空港線が北に平行する。仙台空港線が南に折れるあたりで増田川は北東に向きを変え、太平洋から1キロメートル離れたところで広浦に注ぐ。広浦は海岸線に沿って掘られた貞山運河の一部をなし、増田川はこの運河を介して名取川に接続する。
流域は大部分名取市だが、仙台市太白区のうち名取川南岸に突き出た区域の一部も含む。

## 歴史

### 年表
- 1929年（昭和4年） - （旧）河川法の準用河川に指定。
- 1932年（昭和7年）10月 - 1935年（昭和10年）4月 - 下流部で河川改修工事。
- 1966年（昭和41年） - 新河川法の一級河川に指定。

## 主な橋梁
- 山の神橋 - 宮城県道118号名取村田線
- 七つ沢橋 - 宮城県道118号名取村田線
- 薬師橋
- 観音橋
- 高舘橋 - 宮城県道39号仙台岩沼線
- 清水前橋
- 東内舘橋
- 中在家前橋
- 吉合橋
- - 東北新幹線
- 堰根橋
- 増田川上橋
- 手倉田大橋 - 宮城県道258号仙台館腰線
- 小山橋
- 大手橋
- - 東北本線
- 増田橋 - 国道4号（陸羽街道）
- 増田飯野坂橋
- 増田川橋 - 国道4号仙台バイパス
- 舟橋
- 猫塚橋
- ? - 仙台東部道路
- 城の内橋
- 柚ノ木橋 - 宮城県道127号杉ヶ袋増田線
- 毘沙門橋 - 宮城県道10号塩釜亘理線
- 寺野橋